# Another Ticket
Another Ticket (en español: Otra entrada) es el séptimo álbum de estudio del músico británico Eric Clapton, publicado por la compañía discográfica Polydor Records en febrero de 1981. 

## Publicación
Another Ticket fue el último trabajo de Eric Clapton para Polydor Records y no fue promocionado por la compañía discográfica debido a la decisión del músico de abandonar la firma. El álbum fue grabado en los Compass Point Studios de Nassau, Bahamas e incluyó la colaboración del guitarrista Albert Lee. Another Ticket fue publicado originalmente en disco de vinilo y casete, y reeditado en 1990 en formato de disco compacto.

## Recepción
En su reseña para Allmusic, William Ruhlmann definió Another Ticket como un «álbum no demasiado malo». Ruhlmann finalizó su reseña comentando que el álbum «no es el mejor Clapton, pero es bueno, y merece un mayor reconocimiento del que le permitieron las condiciones en aquel momento». Por otra parte, John Piccarella de la revista Rolling Stone puntuó al álbum con cuatro de un total de cinco estrellas y escribió: «Se trata de un asesinato. Como artista a menudo criticado por quedar abocado a un lado, Clapton ha tenido éxito a la hora de hacer música muy popular a partir de una sensibilidad blues profundamente trágica y auténtica. Se dirige tanto al corazón como a las listas de éxitos de la misma manera: como una bala».
A nivel comercial, Another Ticket obtuvo un moderado éxito comercial al entrar en el top 40 de ocho países. Obtuvo su mayor posición en Nueva Zelanda al entrar en el puesto tres de la lista de discos más vendidos del país. En Noruega y en los Estados Unidos, Another Ticket llegó a los puestos cinco y siete respectivamente. Su último top 10 lo consiguió en Francia, donde alcanzó el puesto nueve en la lista recopilada por la Syndicat National de l'Édition Phonographique (SNEP). En el Reino Unido, alcanzó la posición dieciocho de la lista UK Albums Chart. Además, fue certificado como disco de oro por la Recording Industry Association of America (RIAA) al superar el medio millón de copias vendidas en los Estados Unidos.

## Lista de canciones
| N.º   | Título                | Escritor(es)                | Duración |  |
| 1.    | «Something Special»   | Eric Clapton                | 2:36     |  |
| 2.    | «Black Rose»          | Troy Seals · Eddie Setser   | 3:44     |  |
| 3.    | «Blow Wind Blow»      | Muddy Waters                | 2:58     |  |
| 4.    | «Another Ticket»      | Eric Clapton                | 5:43     |  |
| 5.    | «I Can't Stand It»    | Eric Clapton                | 4:07     |  |
| 6.    | «Hold Me Lord»        | Eric Clapton                | 3:27     |  |
| 7.    | «Floating Bridge»     | Sleepy John Estes           | 6:32     |  |
| 8.    | «Catch Me If You Can» | Gary Brooker · Eric Clapton | 4:24     |  |
| 9.    | «Rita Mae»            | Eric Clapton                | 5:03     |  |
| 38:34 |                       |                             |          |  |

## Personal
- Eric Clapton – guitarra y voz.
- Chris Stainton – teclados.
- Albert Lee – guitarra y coros.
- Gary Brooker – teclado y coros.
- Henry Spinetti – batería y percusión.
- Dave Markee – bajo.
- Tom Dowd – productor e ingeniero de sonido.
- Jon Walls – ingeniero de sonido.
- Mike Fuller – masterización.

## Posición en listas
| Lista (1981)                      | Posición |
| --------------------------------- | -------- |
| Estados Unidos (Billboard 200)    | 7        |
| Francia (SNEP)                    | 9        |
| Alemania (Media Control Charts)   | 26       |
| Países Bajos (Album Top 100)      | 38       |
| Nueva Zelanda (Recorded Music NZ) | 3        |
| Noruega (VG-lista)                | 5        |
| Reino Unido (OCC)                 | 18       |